# جبل مادون
جبل مادون (بالإنجليزية: Il Madone)‏ هو أحد جبال سلسلة جبال الألب ليبونتيني ويقع في كانتون تيسينو في سويسرا. يحتل المرتبة رقم 276 في قائمة جبال سويسرا من حيث الارتفاع، إذ يبلغ ارتفاعه حوالي 2768 متر، بينما يبلغ ارتفاع نتوء الجبل 330 متر.